# امواکندی
امواکندی (به لاتین: Amuakandi) یک منطقهٔ مسکونی در بنگلادش است که در استان چیتاگونگ واقع شده‌است.